# Fédération européenne de futsal
La Fédération européenne de futsal, créée en 2017 et plus connue sous son sigle FEF, est une association regroupant et représentant des fédérations nationales et régionales de futsal d'Europe rattaché à l'Association mondiale de futsal (AMF).
La FEF organise et administre ses compétitions continentales, qu'elles soient destinées aux sélections ou aux clubs féminins comme masculins.

## Histoire
La FEF est fondée le 27 juin 2017 pour remplacer l'Union européenne de futsal (UEFs) au sein de l'AMF. En raison d'actions d'outrage et d'indiscipline à l'AMF par ses directives, l'UEFS est expulsée et désaffiliée de l'instance mondiale. À sa place, la FEF est constituée et établit son siège à Milan (Italie) en tant que représentant de l'AMF sur le continent européen.
En futsal, il existe donc deux fédérations internationales et européennes.

## Comité exécutif
La FEF comprend les personnes suivantes au sein de son comité exécutif :
- président – Dr. Luca Alfieri
- secrétaire général –  Alex Astorgas
- trésorier –  Dani Vives
- 1er vice-président – Tristan Ortiz
- 2e vice-président – Andrey Polkhovskiy

## Membres
La FEF comprend treize fédérations affiliées et cinq en cours d'affiliation.
| Pays                  | Nom de la fédération                         | Site internet          |
| Membres affiliés      | Membres affiliés                             | Membres affiliés       |
| --------------------- | -------------------------------------------- | ---------------------- |
| Biélorussie           | Belarus Futsal Federation (BFF)              | futsalbelarus.by       |
| Catalogne             | Catalan Federation of Futsal (FCFS)          | futsal.cat             |
| France                | Association française de futsal (AFF)        | affs.fr                |
| Royaume-Uni           | Great Britain Futsal Federation (GBFF)       | GBFF                   |
| Italie                | Federazione Italiana Football Sala (FIFS)    | fifs.it                |
| Monaco                | Monégasque Football Federation (FMF)         | FMF-Futsal             |
| Maroc                 | Maroc Futsal Federation                      | [ 4 ]                  |
| Chypre                | Cyprus Turkish Football Association (CTFA)   | ktff.net               |
| Russie                | All Regional Federation Futsal of Russia     | futsal-mff.ru          |
| Suisse                | La Federazione Svizzera Football Sala (FSFS) | fsfsala.altervista.org |
| Affiliation à l'étude |                                              |                        |
| Albanie               |                                              |                        |
| Croatie               |                                              |                        |
| Grèce                 |                                              |                        |
| Malte                 |                                              |                        |
| Turquie               |                                              |                        |

## Missions
En plus de ces compétitions, la FEF assure des cours de formation pour arbitres et entraîneurs internationaux ainsi qu'une académie pour les joueurs.

### Compétitions organisées
- Championnat d'Europe masculin de la FEF
- Championnat d'Europe féminin de la FEF
- Championnat d'Europe des moins de 20 ans de la FEF
- Ligue des champions de la FEF
- Coupe de la FEF
- Supercoupe d'Europe de la FEF

La FEF Champions League est une compétition qui présente la particularité de réunir, sur un même plateau, les meilleures clubs européennes masculins et féminins de futsal. Les vainqueurs décrochent également un billet pour la prochaine Coupe intercontinentale.

### Palmarès des compétitions
| Édition | Lieu    | Vainqueur | Finaliste |
| ------- | ------- | --------- | --------- |
| 2018    | Alassio |           |           |

| Édition    | Lieu                       | Féminine              | Masculine           |
| ---------- | -------------------------- | --------------------- | ------------------- |
| 2018-2019  | Marguerittes et Famagouste | Toulouse Métropole FC | Vauvert / St-Gilles |
| 2019-2020  | Marguerittes               |                       |                     |
| 2020-2021, | Antalya                    | Antalya 1207 Sport    | Stolista Futsal     |
| 2021-2022  | Nantes                     |                       |                     |